# Uintatherium
Uintatherium ('odjuret från Uintabergen') är ett utdött släkte av växtätande däggdjur som levde under eocen. Släktet levde för 46 till 40 miljoner år sedan, i eocen.
Deras fossiler är det största och mest imponerande av fynden vid utgrävningen vid Fort Bridger i Wyoming, och var huvudfrågan vid det så kallade benkriget mellan Othniel Charles Marsh och Edward Drinker Cope. Fossil har hittats i både Wyoming och i Utah nära Uintabergen, där djuret fått sitt namn.
Släktets typart är Uintatherium anceps. Dessutom beskrevs med Uintatherium insperatus och Uintatherium robustum två arter till.
Arterna var nästan lika stora som en elefant och de hade tre par utskott på huvudet. Några individer som antas vara hanar hade stora betar i käken.
Förutom i Wyoming och Utah hittades kvarlevor av släktet i Kalifornien och Texas samt i Kina.